# San Giorgio di Nogaro

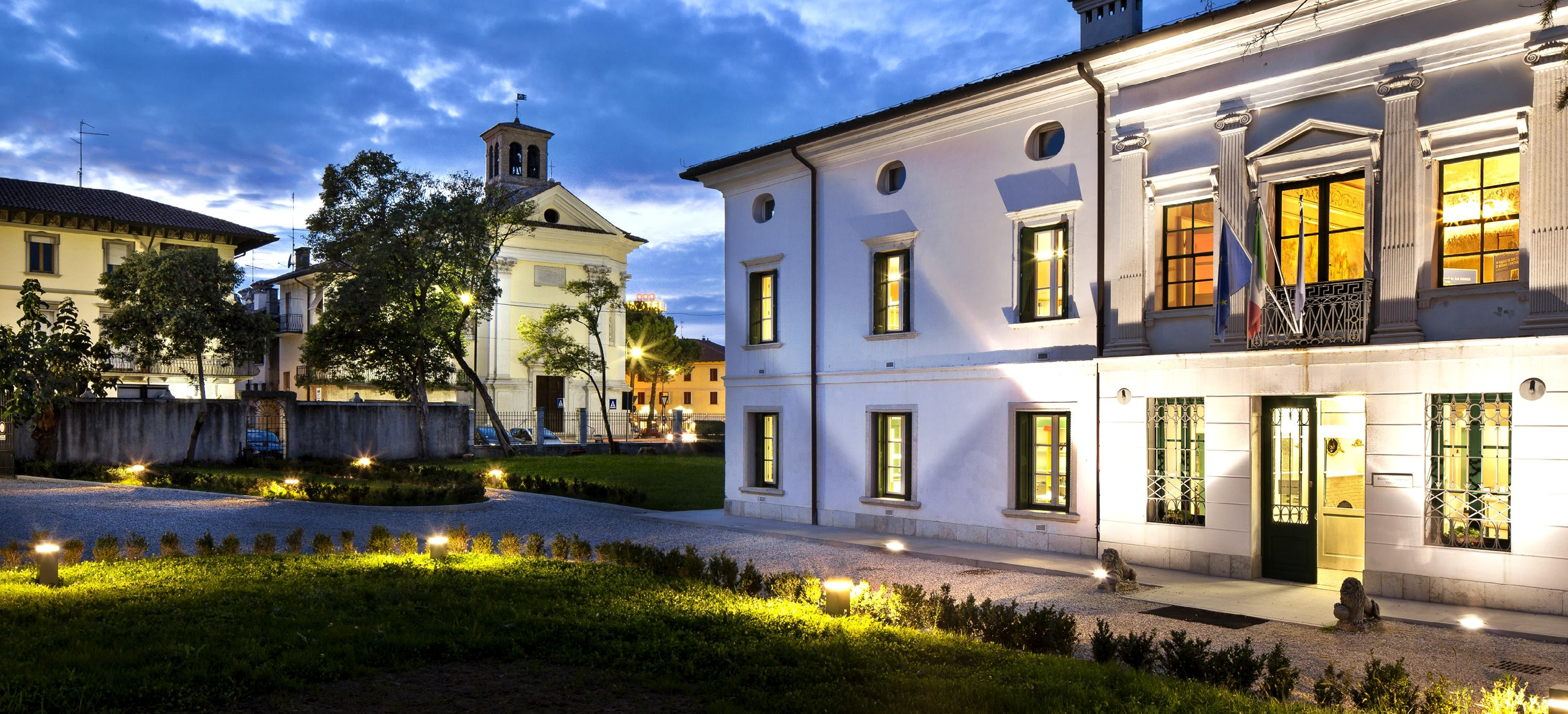
San Giorgio di Nogaro, Villa Dora (2020)

San Giorgio di Nogaro (im lokalen Dialekt: San Zorz di Noiâr bzw. San Zorz) ist eine nordostitalienische Gemeinde (comune) mit 7280 Einwohnern (Stand 31. Dezember 2023) in der Region Friaul-Julisch Venetien. Die Gemeinde liegt etwa 26 Kilometer südsüdwestlich von Udine am Corno. San Giorgio di Nogaro reicht an das Adriatische Meer bzw. die Laguna di Marano heran.

## Geschichte
Die Ortschaft kann auf eine lange Vergangenheit zurückblicken. Bereits in der Antike bestand hier eine Siedlung an der Via Annia.

## Bevölkerungsentwicklung
| Jahr          | 1871 | 1881 | 1901 | 1911 | 1921 | 1931 | 1936 | 1951 | 1961 | 1971 | 1981 | 1991 | 2001 | 2011 |
| Einwohnerzahl | 2752 | 2886 | 3510 | 4624 | 4753 | 5491 | 5972 | 7413 | 7123 | 7398 | 7688 | 7581 | 7314 | 7681 |

## Verkehr
Durch die Gemeinde führt die Strada Statale 14 della Venezia Giulia von Mestre kommend weiter Richtung Triest. Ein Bahnhof besteht an der Bahnstrecke Venedig–Triest. Nördlich der Gemeinde führt die Autostrada A4 von Turin kommend weiter nach Triest.